# Abbayes et prieurés de l'ordre de Tiron
Les abbayes et prieurés de l'ordre de Tiron, dont l'abbaye mère est l'abbaye de la Sainte-Trinité de Tiron, située à Thiron-Gardais, commune française du Perche dans le département d'Eure-et-Loir, apparaissent au XIIe siècle, en France, en Grande-Bretagne et en Irlande.
L'abbé de Tiron a également le privilège de présentation pour les cures de certaines églises : il propose à l'évêque la nomination d'un religieux pour l'attribution de la cure. En contrepartie, il est intéressé aux bénéfices, mais doit pourvoir à l'entretien du chœur de l'édifice, les paroissiens prenant en charge celui de la nef.
Ce recensement, qui n'est pas exhaustif, est classé suivant le nombre d'établissements identifiés par pays, régions et départements .

## France

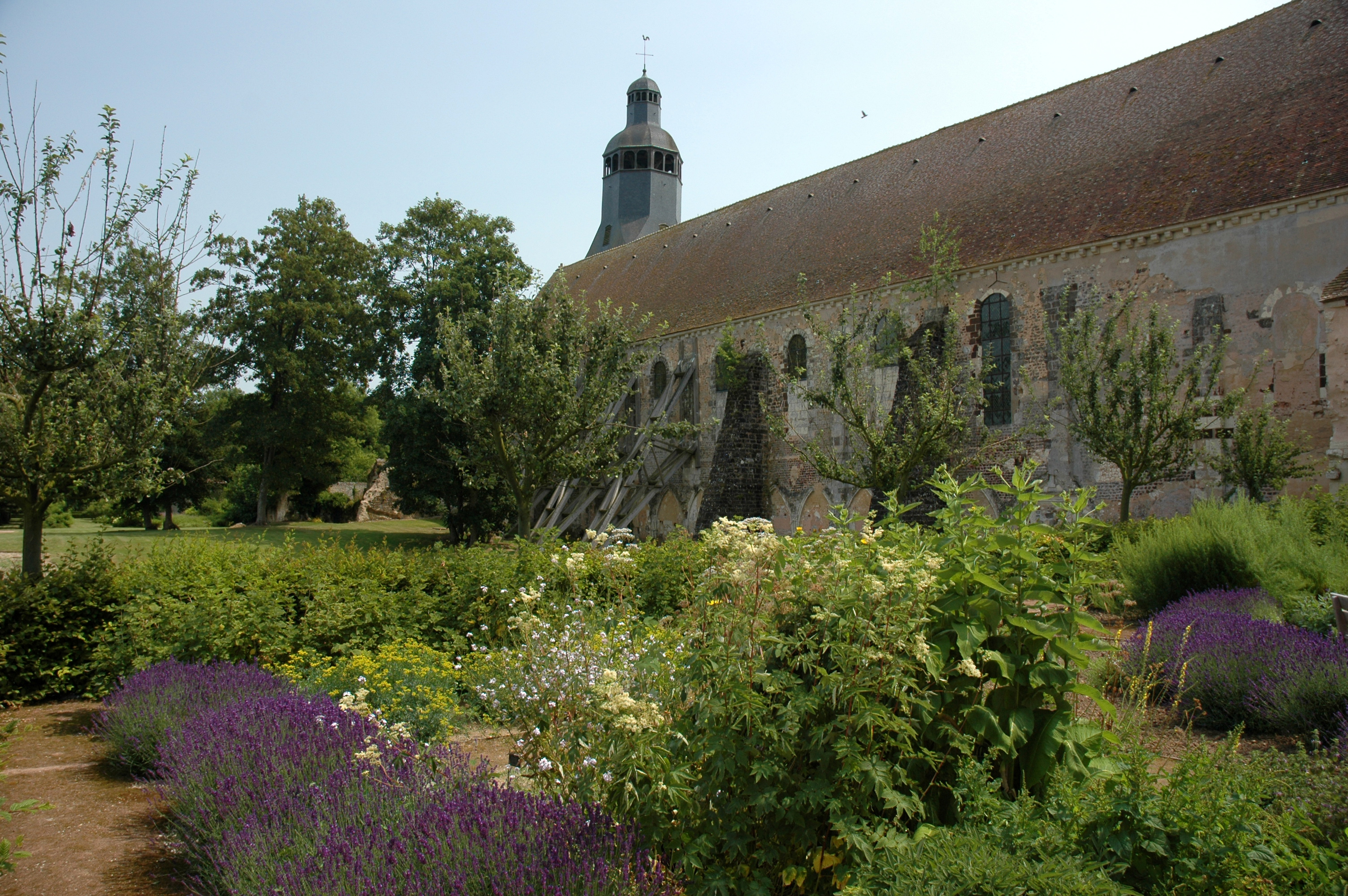
Église abbatiale de Thiron-Gardais.

### Centre-Val de Loire

#### Eure-et-Loir

##### Abbayes
- Abbaye de la Sainte-Trinité de Tiron*[Note 1], abbaye-mère, Thiron-Gardais (1114) ;
- Abbaye Notre-Dame d'Arcisses* (prieuré en 1115, abbaye en 1225), Brunelles[1],[2],[3].

##### Églisesprésentéesdans le diocèse de Chartres

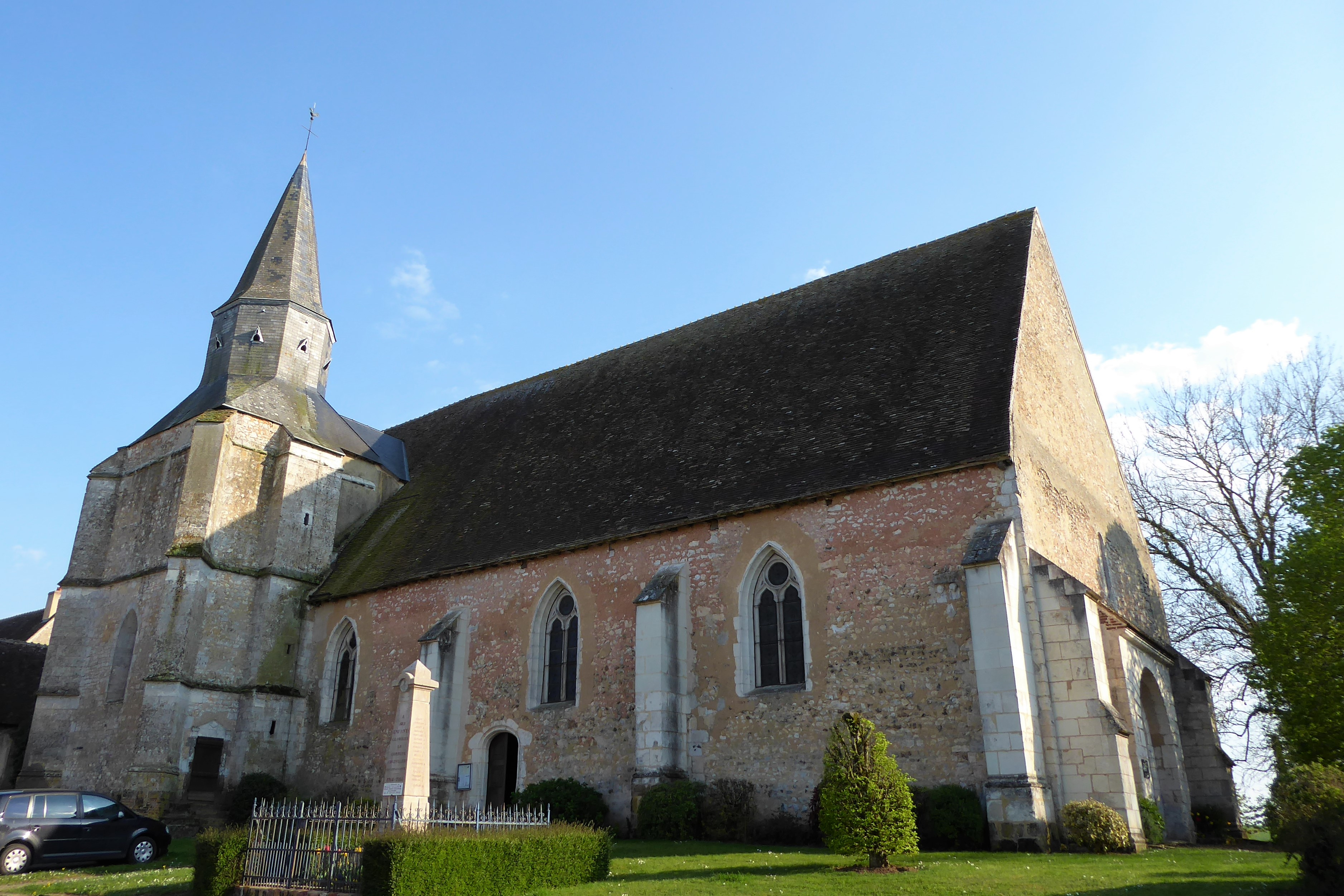
Église Saint-Pierre d'Argenvilliers.

- Église Saint-Pierre d'Argenvilliers, donnée à l'abbaye en 1126 par Geoffroy de Lèves, évêque de Chartres[4] ;
- Églises de La Bourgonnière (La Chapelle-Fortin), Brunelles, Combres, Coudray-au-Perche, Coulonges, Marolles, Saint-Jean-des-Murgers (commune de Meaucé), Saint-Lubin-des-Cinq-Fonts (Authon-du-Perche), Sancheville et Vert-en-Drouais ;

##### Chapelles

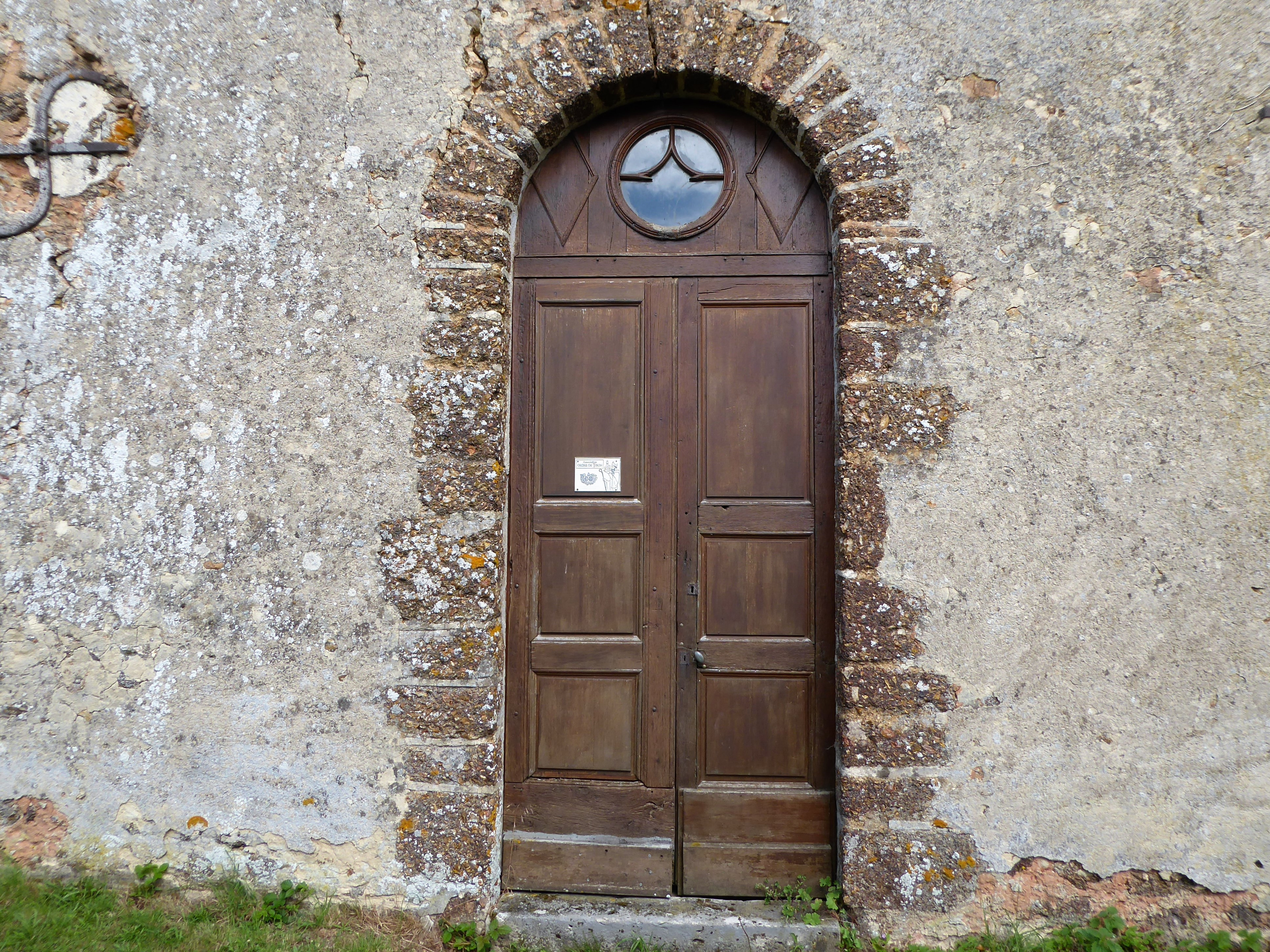
Chapelle Saint-Benoist, Arrou.

- Chapelle Saint-Benoist, construite à 4 000 toises d'Arrou (soit 8 kilomètres) en 1136.

##### Prieurés

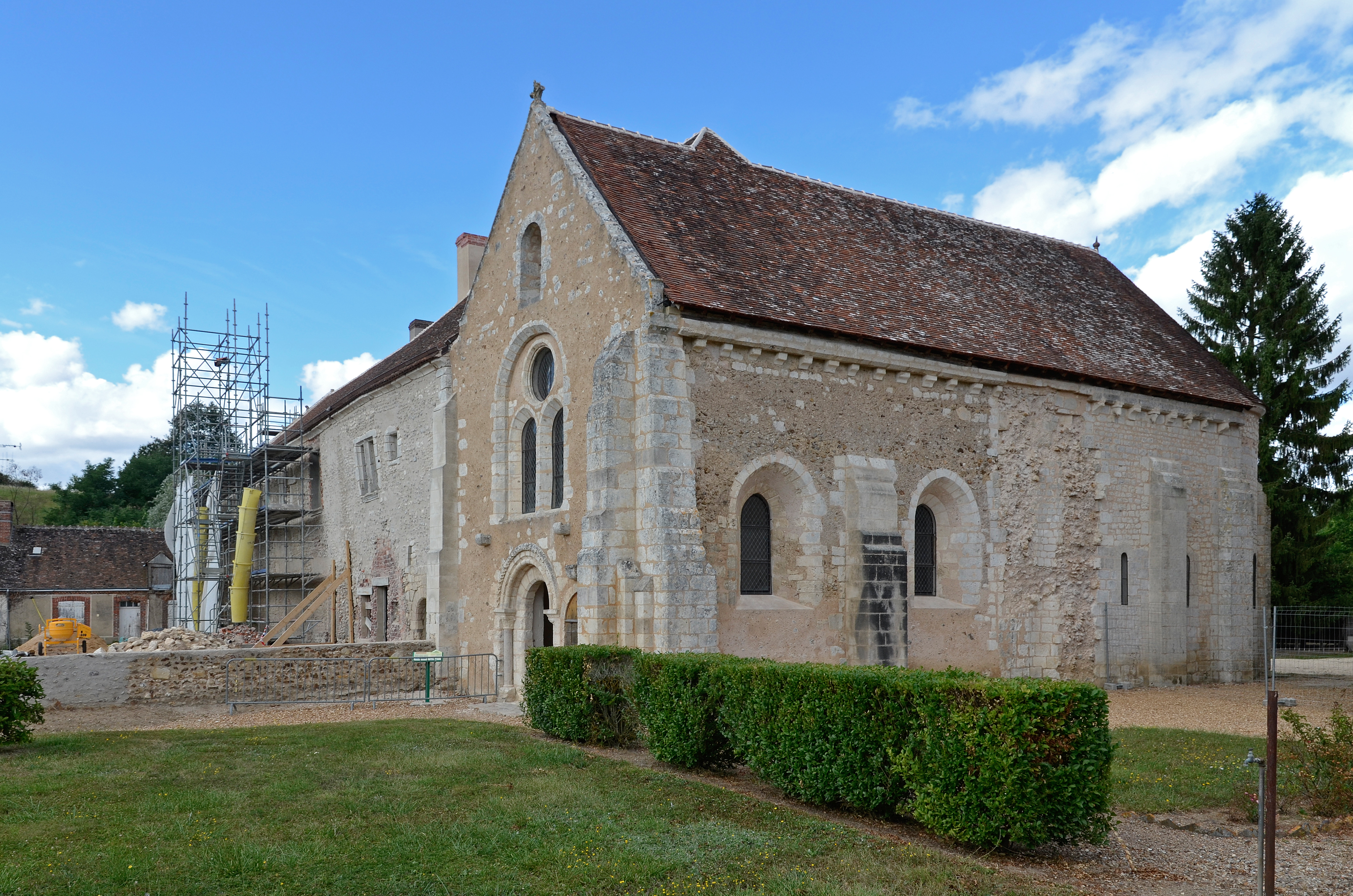
Prieuré Notre-Dame d'Yron, Cloyes-sur-le-Loir.

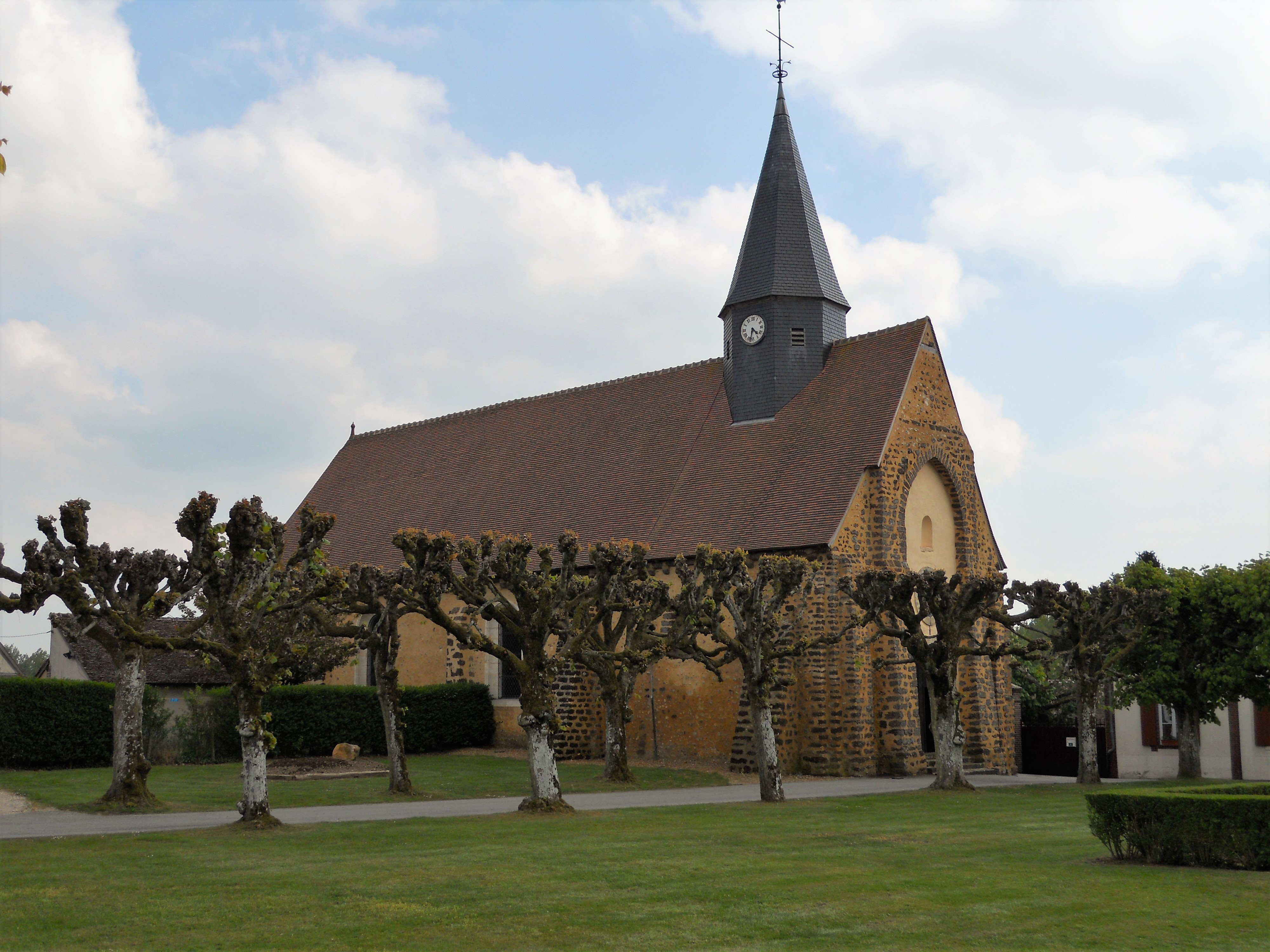
Église Saint-Martin de La Croix-du-Perche.

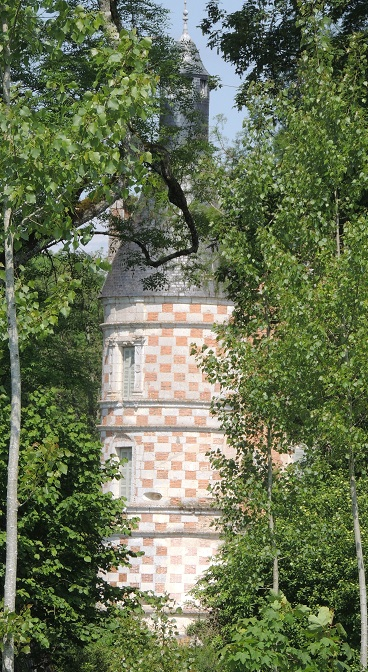
Prieuré de Bouche-d'Aigre, Romilly-sur-Aigre.

- Bazoche-Gouet (la) : prieuré de la Pépinière* (1267) ;
- Chartres : prieuré de Chartres* ;
- Cloyes-sur-le-Loir : prieuré Notre-Dame d'Yron* (1165),  Inscrit MH (1929)[5] ;
- Croix-du-Perche (la) : prieuré et chapelle devenue église paroissiale Saint-Martin,   Classé MH (1934)[6],[7] ;
- Douy : prieuré de Frileuse* ;
- Favril (le) : prieuré Saint-Michel de Clémas* (1147) ;
- Gasville-Oisème : prieuré de la Madeleine d'Oisème* (1130) ;
- Margon : prieuré du Méleray* (1125) ;
- Meaucé : prieuré de Saint-Jean-des-Murgers* (1133) ;
- Montainville : prieuré de Villandon* (1128) ;
- Montigny-le-Gannelon : prieuré de Monte-Luserni* ;
- Néron : prieuré Saint-Rémy* (1125),  Inscrit MH (1977)[8] ;
- Péronville : prieuré de Péronville ou de Thironneau*, sur la Conie (1130) ;
- Prunay-le-Gillon : prieuré d'Augerville*  ;
- Romilly-sur-Aigre :
  - Prieuré Saint-Jean et Saint-Paul de Bouche-d'Aigre* (1114),  Inscrit MH (1928)[9] ;
  - Prieuré Notre-Dame de Ribeuf* (1128) ;
- Soizé : prieuré Notre-Dame et Saint-Gilles des Châtaigniers* (1117) ;
- Thieulin (le) : prieuré Notre-Dame du Loir* (1120), lieu-dit "Les Abbayes" ;
- Trizay-lès-Bonneval : prieuré Sainte-Mesme*.

#### Loir-et-Cher
- Prieuré Saint-Nicolas des Fouteaux*, Bouffry ;
- Prieuré Saint-Michel ou autrefois Notre-Dame-des-Plains*, la Chapelle-Vicomtesse ;
- Prieuré Saint-André d'Écoman ou autrefois Saint-André de la Forêt-Longue* (1117), Vievy-le-Rayé ;
- Prieuré Saint-Eutrope de Montrion*, Cellettes ;
- Prieuré de La Madeleine de Croixval* (1125),  Ternay,  Classé MH (1925)[10] ;
- Prieuré Saint-Pierre de Molineuf*, Valencisse ;
- Prieuré Saint-Silvestre de Montluisier*, Bouffry ;
- Prieuré Saint-Georges de Blémard ou de Péglait*, Saint-Étienne-des-Guérets ;
- Prieuré Saint-Jean de Grandy*,  Fontaine-les-Coteaux ;
- Prieuré Saint-Martin*, Membrolles ;
- Prieuré Saint-Blaise du Ry*, Fontaines-en-Sologne, dépendant de l'abbaye Saint-Laurent du Gué-de-l'Aunay dans la Sarthe ;
- Prieuré de Fontaine-Raoul, Fontaine-Raoul.

#### Indre-et-Loire
- Abbaye Saint-Michel de Bois-Aubry* (1135), Luzé,  Classé MH (1944)[11], dont dépendent trois prieurés :
  - Prieuré Saint-Jean-Baptiste de la Jarrie* (1147), Chédigny ;
  - Prieurés Saint-Blaise-en-Gaudrée* et Saint-Jacques de la Lande*, Neuilly-le-Brignon.

#### Loiret
- Prieuré Saint-Georges de Cintry* (1115), Épieds-en-Beauce ;
- Prieuré Saint-Laurent des Coutures* (1131), Mareau-aux-Bois[12] ;
- Prieuré d'Augerville-la-Rivière*, Augerville-la-Rivière.

### Normandie

#### Orne

##### Églisesprésentéesdans le diocèse de Sées
- Église Saint-Jouin-de-Blavou.

##### Prieurés
- Prieuré Saint-Barthélémy du Vieux-Charencey* (1130), Saint-Maurice-lès-Charencey ;
- Prieuré Saint-Laurent de Crasne*, Boissy-Maugis ;
- Prieurés Sainte-Madeleine de Guémançais*, Rouperroux, et Saint-Nicolas du Hallais*, Bellou-le-Trichard, rattachés à l'abbaye Notre-Dame de la Pelice dans la Sarthe ;
- Prieuré Saint-Léonard de la Roussière*, Godisson ;
- Prieuré de la Madeleine de Réno*, Saint-Victor-de-Réno ;
- Prieuré Saint-Léonard de la Roussière*, Godisson.

#### Seine-Maritime
- Prieuré Saint Laurent de Ribœuf-sur-Mer* (1147), Ambrumesnil ;
- Prieuré Notre-Dame* (1133), Bacqueville-en-Caux ;
- Prieuré Saint Martin* (1126), Crasville-la-Rocquefort ;
- Prieuré Saint Blaise de Luy* (1117), Grémonville ;
- Prieuré Saint Sylvestre*, Clères ;
- Abbaye Notre-Dame de Valmont (1169), Valmont,  Classé MH (1951)[13].

#### Eure
- Prieuré de la Madeleine-sur-Seine* (1131), Pressagny-l'Orgueilleux[14] ;
- Prieuré Notre-Dame de la Théhoudière* (1133), Tourny ;
- Prieuré Saint-Martin* (1133), Heudreville-sur-Avre ;
- Prieuré Sainte-Cécile* (1176), Huest.

#### Calvados
- Abbaye de Longues-sur-Mer, abbaye fille de celle d'Hambye, dans la Manche, et petite-fille de celle de Thiron[15] ;
- Prieuré Saint-Antonin de Montargis* (1147), Notre-Dame-d'Estrées.

#### Manche
- Abbaye Notre-Dame de Hambye* (1147-1171), Hambye,  Classé MH (1902)[16], indépendante à partir de 1171 sous la protection du Saint-Siège.

### Poitou-Charentes

#### Vienne
- Prieuré de la Madeleine de Reuzé* (1132), Orches ;
- Prieuré de Laugerie*, La Puye ;
- Prieuré de Moussay*, Vouneuil-sur-Vienne ;
- Prieuré Notre-Dame de Sainte-Croix du Teil-aux-Moines* (1120), Chapelle-Viviers ;
- Prieuré Saint-Marc de Mougon* (1147), Iteuil ;
- Prieuré Sainte-Radegonde de la Troussaie* (1147), Ceaux-en-Couhé ;
- Prieuré de la Trappe* dit aussi de la Moinerie (1147), Millac ;
- Saint-Secondin, Saint-Secondin.

#### Deux-Sèvres
- Abbaye Saint-Léonard de Ferrières* (1133), Bouillé-Loretz[17] ;
- Prieurés de Tironneau* et de la Drairie*, Azay-sur-Thouet.

#### Charente-Maritime
- Prieuré du Brueil*, Fléac.

### Bretagne

#### Ille-et-Vilaine

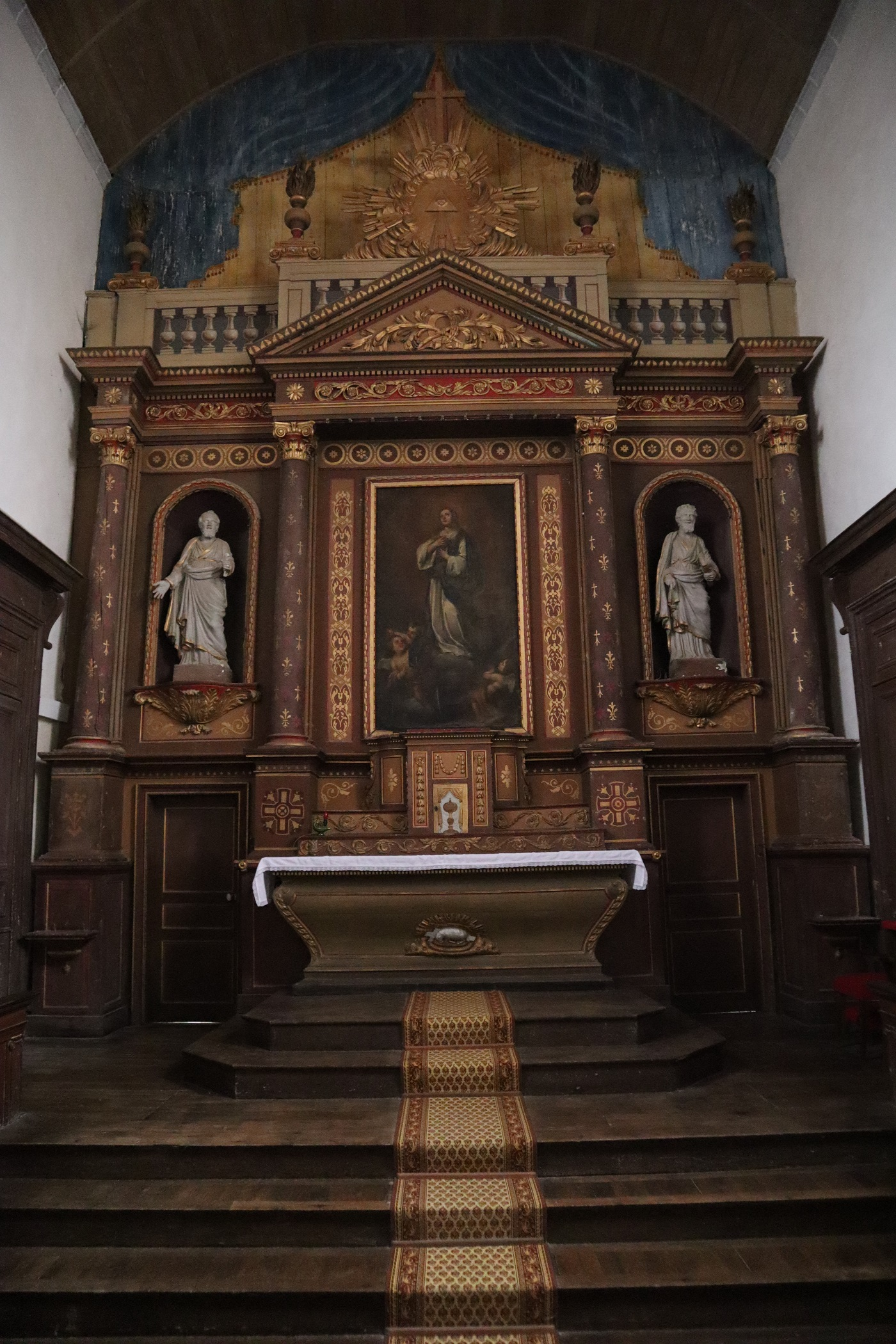
Abbaye Notre-Dame du Tronchet.

- Abbaye Notre-Dame du Tronchet* (terrain 1150, abbaye 1170), Plerguer, Le Tronchet,  Classé MH (1933)[18] :

Donnée par Alain, Sénéchal de Dol, donation réalisée par l'entremise d'Hugues, évêque de Tours (1133-1147) et confirmée par une Bulle du Pape Alexandre III en 1177 avec son église et toutes ses dépendances et en 1229 par les donations de Gilduin de Dol ;
- Abbaye Saint-Méen*, Bourseul, Saint-Méen-le-Grand.

#### Côtes-d'Armor
- Abbaye Saint-Méen (1516?), Bourseul.

### Île-de-France

#### Seine-et-Marne
- Prieuré du Saint-Sépulcre d'Allemagne* (1145), Montgé-en-Goële ;
- Prieuré Saint-Ouen de Tournan* (1128), Favières ;
- Prieuré Notre-Dame*, Bréau ;
- Prieuré de Bouligneau*, Saint-Fargeau.

#### Essonne
- Prieuré Sainte-Radegonde* (1124), Tigery ;
- Prieuré d'Ormoy*, Ormoy.

#### Yvelines
- Prieuré de la Madeleine dit aussi le petit Tiron* (1130), Bréval ;
- Prieuré Saint-Épaignes* et Saint-Gervais (1115), Ablis.

#### Paris
- Fief de Tiron, assis rue Saint-Antoine avec sa maison seigneuriale dite de la Trinité ou hôtel de Tiron, censive et toute justice en trente et une rues à Paris[20]

#### Hauts-de-Seine
- Prieuré de la Madeleine de Jardis* (1120), Jardy, Marnes-la-Coquette.

#### Seine-Saint-Denis
- Prieuré Notre-Dame du Raincy* (1130), également Saint-Blaise, Livry-Gargan.

#### Val-d'Oise
- Prieuré Saint-Jean d'Orsemont*, Chaussy.

### Pays de la Loire

#### Sarthe
- Abbaye Notre-Dame de la Pelice* (1185), Cherreau,  Inscrit MH (1986)[21], dont dépendent 4 prieurés :
  - Prieuré Saint-Blaise des Vignes*, paroisse Sainte-Croix ;
  - Saint-Leu et Saint-Gilles de Contre*, Saint-Rémy-des-Monts ;
  - Ainsi que 2 prieurés dans l'Orne.
- Abbaye Saint Laurent du Gué-de-Launay* (1132), Vibraye[22], dont dépendent 4  prieurés :
  - Prieuré Saint-Sauveur*, Vibraye ;
  - Prieuré Sainte-Madeleine de Rossay*, Changé ;
  - Prieuré de Montcolin*, Bonnétable ;
  - Prieuré Saint-Blaise* du Ry dans le Loir-et-Cher.
- Prieuré Notre-Dame de Cohardon*, Fyé ;
- Prieuré Saint Michel du Tertre*, Bourg-le-Roi ;
- Prieuré Notre-Dame de Beaulieu*, Auvers-sous-Montfaucon ;
- Prieuré Saint Michel de Loudon* (1176), Parigné-l'Évêque ;
- Prieuré Saint Pierre de l'Ouïe* (1133), La Fresnaye-sur-Chédouet ;
- Prieuré de la Madeleine de Montaillé* (1121), La Milesse ;
- Prieuré Notre-Dame de l'Éguillé*, Pruillé-l'Éguillé.

#### Loire-Atlantique
- Prieuré Saint-Blaise de Septfaux* (1132), Vue ;
- Prieuré Saint-Nicolas de Corsept*, Corsept ;
- Prieuré de Vay, Vay.

#### Mayenne
- Prieuré Saint-Sulpice en Pail dit aussi Saint-Sulpice des Chèvres* (1140), Gesvres ;
- Prieuré Saint-Maurice de René* (1147), Lignières-la-Doucelle ;
- Prieuré Notre-Dame de Fontaine-Géhard, Châtillon-sur-Colmont.

#### Maine-et-Loire
- Abbaye Notre-Dame d'Asnière* (1129), Cizay-la-Madeleine,  Classé MH (1909)[23]  ;
- Prieuré de la Saulaye* (1147), La Cornuaille.

### Champagne-Ardenne

#### Marne
- Prieuré Notre-Dame d'Arable* (1125), Dormans.

### Rhône-Alpes

#### Rhône
- Abbaye Notre-Dame du Jougdieu* (1116), Saint-Georges-de-Reneins.

## Grande-Bretagne

### Écosse

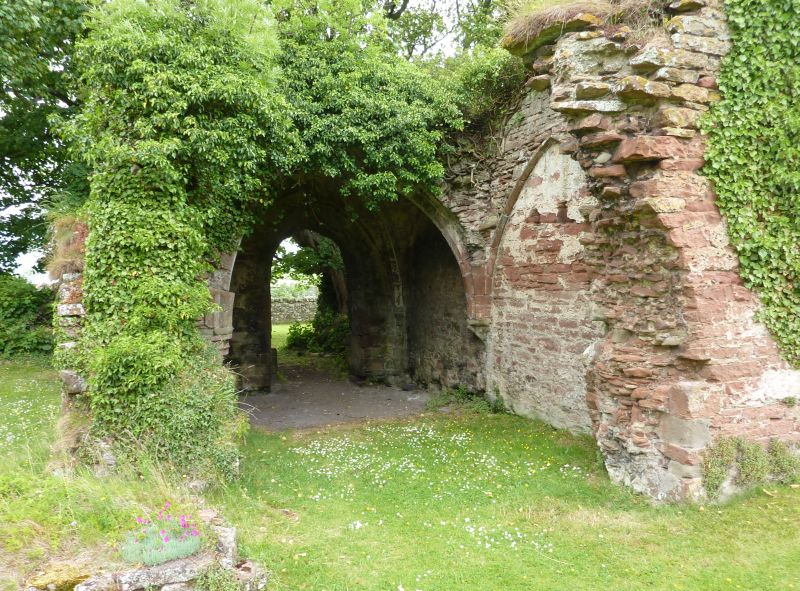
Abbaye de Lindores, près de Newburgh, Fife, Écosse.

- Abbaye de Kelso* (1128), district de Roxburgh au sud-est d'Édimbourg, dont dépendent les abbayes et prieurés suivants :
  - Abbaye d'Arbroath*, district d'Angus, au nord-est de Lindores sur la côte est, dont dépend :
    - Prieuré  de Sainte-Marie et de tous les saints*, Fyvie, district d'Aberdeen ;

  - Abbaye Saint-André de Lindores (en)*, fondée en 1181 à la périphérie de Newburg, à Fife, près d’Édimbourg[24] ;
  - Prieuré Saint-Nicolas de Fogo (en)*, district de Fife, au nord-est de Kelso ;
  - Prieuré Saint-Machute de Lesmahagow*, district de Lanark  ;
  - Ermitage Sainte-Marie de Merchingley*, comté de Durham ;
- Abbaye de Kilwinning (en), au sud-ouest de Glasgow ;
- Abbaye de Selkirk, au sud-est d'Édimbourg ;
- Prieuré de Selecherche, comté de Cumberland.

### Angleterre
- Prieuré Sainte-Croix (Holycross Abbey)*, île de Wight, comté d'Hampshire ;
- Prieuré Saint-André de Hamble*, près de Southampton, comté d'Hampshire ;
- Prieuré Sainte-Marie d'Andwell*, aujourd'hui Maplederwell, près de Basingstoke, comté d'Hampshire, dont dépend :
  - Ermitage de Muckelford*, comté du Dorset
- Prieuré Saint-Pierre de Titley*, au sud-est de Pesteigne, comté de Hereford ;
- Prieuré de Humberston, au sud de Cleethorpes ;
- Prieuré de Merchingley, près de Slaley.

### Pays de Galles

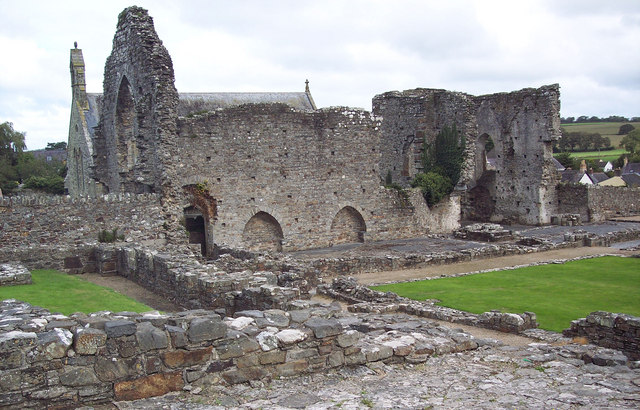
Abbaye de Saint Dogmaels.

- Abbaye de Saint-Dogmaels (en) ou abbaye Sainte-Marie de Cathmeis*, comté de Pembroke, près de Cardigan, dont dépendent 3 prieurés :
  - Prieuré Saint-Illtud de Caldey*, île de Caldey au large de Tenby, comté de Pembroke ;
  - Prieuré Sainte-Marie et Saint-Budoc de Pill (en)*, comté de Pembroke, à l'ouest de Milford Haven ;
  - Le troisième prieuré se situe en Irlande (voir ci-dessous).

## Irlande
- Prieuré Notre-Dame de Glascarrig*, comté de Wexford, près de Cahore Point, dépendant de l'abbaye de Saint-Dogmaels au pays de Galles.

## Sources
- Denis Guillemin, Thiron, abbaye médiévale, Rémalard-en-Perche, Amis du Perche, juin 1999, 126 p. (ISBN 2-900122-24-4), p. 108-117
- (fr + en) « Ordre de Tiron - Réseau européen des abbayes et prieurés » (consulté le 3 mai 2019)
- (fr + en) « 1114-2014, 900 ans de l'abbaye de Tiron, présentations vidéo du réseau européen de l'ordre de Tiron » (consulté le 12 juillet 2020)
- « Cartes des prieurés », sur mairie-thiron-gardais.fr (consulté le 12 juillet 2020)